# Audioslave
Audioslave (от англ. audio — звук, и англ. slave — раб; в переводе с англ. — звуковой раб) — супергруппа, состоявшая из бывших инструменталистов группы Rage Against the Machine Тома Морелло (гитарист), Тима Коммерфорда (бас-гитарист и сопровождающий вокал) и Брэда Уилка (ударные), а также Криса Корнелла (бывший ведущий вокалист и ритм-гитарист группы Soundgarden) в качестве ведущего вокалиста. Группа сформировалась после распада Rage Against the Machine.
В феврале 2007 г. Крис Корнелл заявил, что он покидает группу, тем самым поставив существование Audioslave под вопрос. Остальные участники в том же 2007 году возродили Rage Against the Machine, воссоединившись с их вокалистом Заком де ла Роча.

## Образование (2000—2001)
История группы начинается в октябре 2000 года, после развала Rage Against the Machine, когда лидирующий вокалист Зак де ла Роча покинул группу. Остальные трое участников плодотворной хард-рок-группы остались вместе, планируя продолжить выступления в качестве трио под названием «Rage». В то время с группой выступали различные вокалисты, включая B-Real из группы Cypress Hill и Мейнарда Джеймса Кинана из группы Tool. Позже музыкальный продюсер Рик Рубин предложил сыграть с Корнеллом и посмотреть, «что получится». Между тремя музыкантами и певцом сразу же проявилось сходство характеров, и они начали работать в студии в мае 2001 года, записав 21 песню за 19 дней (первой из которых была «Light My Way», а третьей — «Set It Off»).

## Audioslave(2002—2003)
Голословные утверждения, что музыканты спорили во время записи, окончательно не подтверждены. Группа распалась в апреле 2002 года, даже не успев реализовать альбом. Под пробным названием «Civilian» (или «The Civilian Project») 14 незаконченных демо-треков были выпущены в различные пиринговые (peer-to-peer) сети приблизительно в то же самое время, когда произошёл разрыв с RATM, тем самым подтвердив всяческие слухи о новом проекте Криса Корнелла. Самой печально известной стороной временного разрыва музыкантов оказалось то, что они летом 2002 года отказались участвовать в ежегодном популярном рок-фестивале Ozzfest. В последующих интервью выяснилось, что первые трудности были частью вызваны внешними причинами, когда участники группы уволили своих предыдущих менеджеров и наняли лос-анджелесскую компанию «The Firm».
В августе 2002 года, после того как всё было улажено, а также выбрано название группы, Audioslave выпустили свой первый сингл «Cochise». Он был назван в честь знаменитого индейского вождя, который умер свободным и непобеждённым. 19 ноября 2002 года был выпущен первый альбом с тем же названием, что и у группы — «Audioslave».
Этот первый альбом приобрёл статус «платинового», разошедшегося миллионными тиражами. Одни критиковали группу, считая их музыкантами-миллионерами, которые постоянно ссорятся во время записи альбома, а их рок, похожий на рок 1970-х гг, всего лишь результатом студийных аранжировок. Другие сравнивали группу с Led Zeppelin, говоря, что они добавили современной популярной музыке необходимое звучание и стиль. В 2003 году группа много гастролировала, заработав множество положительных откликов по поводу живого исполнения, включая победу с большим отрывом в рейтинге читательского интереса журнала Metal Edge групп, выступивших на фестивале Lollapalooza в том же году.

## Out of Exile(2004—2005)
После простоя в 2004 году группа вновь собралась осенью того же года, чтобы записать свой следующий альбом. В начале весны 2005 года Audioslave объявили, что их альбом завершён и будет выпущен летом. Для того, чтобы порадовать своих поклонников, которые не видели их на фестивале Lollapalooza, а также рекламы выходящего альбома группа отправилась в небольшое клубное турне. В этом турне они начали исполнять песни своих предыдущих групп, такие как «Spoonman», «Outshined», «Black Hole Sun» группы Soundgarden, «Bulls on Parade», «Sleep Now in the Fire» группы Rage Against the Machine а также несколько новых песен, включая «Your Time Has Come», «Be Yourself», «Doesn’t Remind Me», «The Worm», «Man Or Animal».
В мае 2005 года Audioslave стала первой американской рок-группой, которая бесплатно выступила на Кубе перед семидесятитысячной аудиторией. Концерт был организован в сотрудничестве с United States Department of the Treasure и Instituto Cubano de la Musica. Этот концерт был записан и 11 октября 2005 года выпущен на DVD.
Альбом Out of Exile вышел 24 мая 2005 года. Он стал № 1 в американских чартах, а песня «Be Yourself» являлась ведущим синглом. Затем последовали «Your Time Has Come» и «Doesn’t Remind Me». Полностью альбом был доступен на сайте группы в сети Myspace для предварительного прослушивания. Во втором альбоме критики отметили более сильный вокал Корнелла, что, вероятно, являлось следствием того, что он бросил пить и курить.
Летом 2005 г. Audioslave приняли участие в благотворительном концерте из серии «Live 8». Их выступление было в Берлине, Германия. 19 августа они объявили о своём первом турне по США и Канаде. В 2006 г. Audioslave были номинированы на премию Grammy Awards в категории «лучшее исполнение в стиле хард-рок» («Best Hard Rock Performance») за песню «Doesn’t Remind Me».
В 2006 г. компания по производству компьютерных игр Empire Interactive объявила, что две песни из альбома Out of Exile, а именно «Your Time Has Come» и «Man Or Animal», станут музыкальным сопровождением игры FlatOut 2.

## Revelations, вдохновение и разрыв (2006—2007)
Не теряя времени, группа быстро записывает свой следующий альбом, Revelations. Музыканты наняли продюсера Брендана О’Брайана, который работал с группами Rage Against the Machine, Soundgarden, Korn, Pearl Jam, Stone Temple Pilots, Incubus, а также Брюсом Спрингстином. У группы уже было 20 написанных песен, и в начале января они вернулись на студию для записи. Так как основная часть была семплирована во время турне 2005 года, сама запись заняла только 6 недель. 5 сентября был выпущен альбом Revelations. В альбоме было какое-то количество песен, написанных под влиянием старой школы R&B и Soul. Том Морелло описывает альбом как пересечение между Led Zeppelin и Earth, Wind & Fire. Несколько песен, таких, как «Wide Awake» и «Sound of a Gun», имеют яркую политическую окраску. «Original Fire», первый сингл нового альбома, был поставлен П. Р. Брауном (P.R. Brown) между 3 и 7 июля и выпущен 17 июля. 11 июля песня стала доступна на официальном сайте Audioslave для свободного прослушивания.
Песни «Wide Awake» и «Shape of Things To Come» из нового альбома использованы в сериале Майкла Манна «Полиция Майами» летом 2006 года. Это не первый случай использования песен группы М. Манном. В его раннем фильме Collateral представлена песня «Shadow on the Sun» из альбома Audioslave. Ведущая песня альбома Revelations стала музыкальным сопровождением для видеоигры об американском футболе Madden’07.
Крис Корнелл намеревался отложить турне в поддержку нового альбома, так как хотел сосредоточиться на своём втором сольном альбоме. Том Морелло также заявил, что он весной готовит к выпуску свой первый сольный альбом. Позже журнал Billboard подтвердил, что RATM объединяются для выступления на фестивале Coachella 29 апреля. Объединение группы было вызвано желанием выразить свой протест против политики администрации Джорджа Буша. Хотя первоначально было заявлено об одном концерте, Морелло не исключил и последующие выступления группы.
15 февраля Крис Корнелл объявил об уходе из группы, заявив следующее: «По причине нерешённых личных конфликтов, а также музыкальных разногласий я покидаю группу Audioslave. Я желаю остальным трём участникам группы успехов в их дальнейших поисках и экспериментах». Он также заявил, что объединение Soundgarden вряд ли произойдёт, что оказалось неправдой.
Все надежды на воссоединение Audioslave рухнули в связи с самоубийством Криса Корнелла в ночь с 17 на 18 мая 2017 года.

## Дискография
- Audioslave (2002, Epic Records)
- Out of Exile (2005, Interscope Records)
- Revelations (2006, Epic Records)